# Wilhelmina Cooper
Wilhelmina Cooper, nata Wilhelmina Behmenburg, (Culemborg, 1º maggio 1939 – Greenwich, 1º marzo 1980), è stata una supermodella e imprenditrice olandese naturalizzata statunitense fondatrice dell'agenzia di moda Wilhelmina Models.

## Biografia
Wilhelmina Cooper, spesso chiamata semplicemente Wilhelmina o Willy, nacque a Culemborg, nei Paesi Bassi nel 1939, ma si trasferì insieme alla sua famiglia negli Stati Uniti, a Chicago nel 1954. Nel corso degli anni cinquanta e sessanta divenne una delle modelle più famose al mondo, al punto di comparire sulla copertina di oltre 255 riviste.
Nel 1965 sposò Bruce Cooper, ex produttore della trasmissione televisiva The Tonight Show Starring Johnny Carson. Insieme i due coniugi nel 1967 fondarono l'agenzia di moda Wilhelmina Models, che divenne l'agenzia leader del settore, insieme alla Ford Models (che in precedenza curava proprio l'immagine di Wilhelmina), anni prima della nascita della Elite Model Management e di altre agenzie. Wilhelmina Cooper contribuì notevolmente al lancio della carriera di Naomi Sims, la prima modella di colore della storia, e di Gia Carangi, morta di AIDS nel 1986. Il ruolo della Cooper fu interpretato dall'attrice Faye Dunaway nel film del 1998, Gia - Una donna oltre ogni limite, ispirato alla storia della Carangi.

## Morte
Wilhelmina Cooper morì il 1º marzo 1980 per un cancro ai polmoni all'età di quarant'anni a Greenwich, nel Connecticut.

## Agenzie
- Ford Models
- Wilhelmina Models